# Carl Öberg (instrumentmakare)
Carl Öberg, född 26 februari 1800 i Stockholm, död 21 september 1829 i Stockholm, var en klavermakare i Stockholm (1821-1829). 

## Biografi
Carl Öberg föddes 26 februari i Finska församlingen i Stockholm. Han var son till spannmålsmätaren Carl Öberg och Brita Christina Renbohm. Han bodde före 1816 i Maria Magdalena församling, Stockholm. Öberg var 1816-1820 lärling hos instrumentmakaren Johan Jerner i Sankt Nikolai församling, Stockholm. Öberg avled 21 september 1829 i Sankt Nikolai församling, Stockholm.
Öberg gifte sig 27 oktober 1822 i Stockholm med Christina Elisabet Sjöberg (född 1786). De fick tillsammans sonen Carl Frantz (född 1823).
1821 bodde familjen i kvarteret Pandora 2 i Sankt Nikolai församling, Stockholm. 1824 flyttade de till kvarteret Pyramus 8.

## Produktion
Lista över Öbergs produkten.
| År   | Produkt/Arbete | Summa          |
| ---- | -------------- | -------------- |
| 1821 | Instrument.    | 200 riksdaler. |
| 1822 | Instrument.    | 400 riksdaler. |
| 1823 | Instrument.    | 400 riksdaler. |
| 1824 | Instrument.    | 500 riksdaler. |
| 1825 | Instrument.    | 500 riksdaler. |
| 1826 | Instrument.    | 800 riksdaler. |
| 1827 | Instrument     | 800 riksdaler. |
| 1828 | Instrument     | 800 riksdaler. |
| 1829 | Instrument     | 800 riksdaler. |

## Medarbetare och gesäller
- 1821-1824 - Carl Daniel Wikström (född 1804). Han var lärling hos Öberg. Han var son till musikinstrumentmakaren Daniel Wickström.